# منشية أوقاف لقانة
قرية منشية اوقاف لقانة هي إحدى القرى التابعة لمركز شبراخيت في محافظة البحيرة في جمهورية مصر العربية. حسب إحصاءات سنة 2006، بلغ إجمالي السكان في منشية اوقاف لقانة 3499 نسمة، منهم 1794 رجل و1705 امرأة.